# Francisco Maria Bordalo
Francisco Maria Bordalo (Lisboa, 5 de maio de 1821 —  Lisboa, 26 de maio de 1861), foi um escritor e jornalista português.

## Biografia[1]
Bordalo (Francisco Maria). Capitão-tenente da armada, escritor, etc. Nasceu em Lisboa a 5 de maio de 1821, faleceu a 26 do referido mês do ano de 1861. O dia do nascimento coincidiu com a morte de Napoleão, circunstância que Bordalo sempre notava, e mencionou nalguns dos seus escritos. Era filho de José Joaquim Bordalo e de sua mulher, D. Madalena Gertrudes Dinis.
Contava apenas 12 anos de idade quando entrou na classe dos aspirantes de marinha, em 7 de setembro de 1833.
A 16 de maio de 1834 embarcou pela primeira vez, indo às ilhas dos Açores a bordo da escuna Algarve. Depois de ter estado nas ilhas de S. Miguel, Terceira e Faial, regressou a Lisboa em 10 do julho. Embarcou pela segunda vez ainda no mesmo ano, e regressando em setembro, passou a frequentar a Academia de Marinha, estudando por espaço de três anos, tempo requerido para completar o curso.
Depois foi promovido ao posto de guarda-marinha efectivo em 27 de novembro de 1837, sendo em seguida nomeado, juntamente com outros oficiais, para fazer parte da comissão que ia a França buscar os restos da nossa esquadra, que fora aprisionada nas águas do Tejo em 1834 pelo almirante Roussin. Partiu no começo do rigoroso inverno de 1837 a bordo da fragata Diana; sofreu grande tempestade, conseguindo por fim a muito custo lançar ferro na baía de Brest. Regressou à pátria a 14 de maio de 1838.
No princípio de 1840 partiu para Angola, e durante esta estação visitou repetidas vezes a cidade de Benguela, onde adoeceu, o presidio de Novo Redondo e diversas povoações. Em Moçamedes esteve sete meses. Neste ano foi promovido a segundo tenente, por despacho de 26 de novembro. No regresso sofreu um grande desgosto; uma senhora que muito amava, e a quem prometera casamento, havia-o esquecido, tomando outro marido na sua ausência. Para se distrair, procurou lenitivo no estudo, e matriculou-se na Escola Politécnica no curso de Economia Política.
A morte de sua mãe, sucedida em 1843, que ele muito estremecia, veio ainda agravar-lhe o seu desgosto. No mês de abril desse ano recebeu ordem para embarcar na corveta Urania, indo fazer estação em África. Apesar da predileção que tinha pela vida marítima, esta precipitada ordem, pouco depois da morte de sua mãe, o incomodou a ponto que pensou em pedir a demissão. O comandante era seu amigo, pediu-lhe que fosse, e que brevemente regressaria ao continente; na verdade, seis meses depois chegava a Lisboa a bordo do brigue Audaz.
Em 17 de maio de 1844 saiu na fragata Diana para conduzir à ilha da Madeira os vencidos na luta política. Foi depois ao Brasil a bordo da corveta D. João I, e visitou o Rio de Janeiro e Montevideu. Voltando à Europa, teve a nomeação de ajudante da companhia dos guarda marinhas em 7 de setembro de 1846, servindo de inspector dos estudante subsidiados do ultramar.
Em 1849 foi nomeado secretário do governo de Macau, de onde regressou em 1852, tendo visitado na volta Itália, Paris e Londres.
Fora promovido a 1.º tenente em 12 de novembro de 1850. Desde então nunca mais embarcou.
Sendo em 8 de agosto de 1859 promovido ao posto de capitão-tenente, foi em abril de 1861 feito secretário da junta encarregada de propor ao governo os meios eficazes de promover nas províncias ultramarinas a cultura do algodão, e em 10 do referido mês figurava como vogal da 5ª secção na lista das pessoas escolhidas para comporem a comissão diretora da exposição dos produtos nacionais em Lisboa, e dos preparatórios para a de Londres.
Sendo oficialmente encarregado de continuar os trabalhos topográfico-estatísticos, principiados por Lopes de Lima, e relativos às possessões portuguesas no ultramar, começou a sentir os sintomas da doença pulmonar, de que veio a morrer. Por conselho dos médicos ainda foi à ilha da Madeira procurar alívios, agravando-se-lhe, porém, os sofrimentos, voltou para Lisboa, e pouco depois faleceu.
O seu funeral foi bastante concorrido; o Jornal do Comercio publicou um artigo necrológico, em 5 de junho de 1861. Ainda em sua vida, publicaram-se artigos biográficos no Arquivo familiar, nº 10, do 1º de maio de 1858 assinado por G. A. M.; na Revista contemporânea, tomos II e III, artigo de Rebelo da Silva; e nos Folhetins de um marinheiro, de J. C. Ribeiro Viana, de 1870, de pag. 177 a 194, biografia escrita pelo próprio Bordalo, que fora publicada anteriormente no Diário Popular de 2 e 3 de maio de 1868.

## Trabalho literário[1]
A vocação literária manifestara-se em Bordalo logo ao desabrochar da juventude, e foi-se fortificando pela contemplação de tantas maravilhas, admiradas em mares e climas diversos. Entusiasta pelo mar desde criança, na maior parte dos seus escritos trata das viagens, comprazendo-se em encarar o mar sob todos os pontos de vista, e por isso se tornou conhecido como escritor marítimo.
Bordalo colaborou na Revista Universal Lisbonense (1841-1853), Revista popular, O Panorama  (1837-1868), Distração instrutiva, de que foi também redactor, publicação feita em 1842, a Illustração luso-brasileira  (1856-1859), Imprensa, Rei e Ordem, Revista Contemporânea de Portugal e Brasil  (1859-1865) , etc.
Escreveu o drama em 5 atos Rei ou impostor? que só representou pela primeira vez no teatro do D. Maria em 22 de agosto de 1847, e se tornou notável pela polémica que se deu entre o autor e a inspeção geral dos teatros; dela se ocupou largamente a imprensa jornalística. O drama imprimiu-se no referido ano de 1847, sendo seguido dos principais artigos, que sobre o assunto se haviam publicado. O entrecho era a personagem incógnita que se apresentara em Veneza nos últimos anos do século XVI, dizendo ser D. Sebastião, rei de Portugal. Com o mesmo título e o mesmo entrecho já se publicara, na forma de romance, em 1814 na Revista Universal.
Criou ainda as seguintes obras:
- Trinta anos de peregrinação, 1821 a 1851, manuscrito achado na gruta de Camões, Macau, 1852;
- Um passeio de sete mil léguas, Lisboa, 1854;
- Eugénio, romance marítimo, Rio de Janeiro, 1846; 2ª edição, Lisboa, 1854;
- Viagem à roda de Lisboa, Lisboa, tomo I, 1855;
- Novelas, romances e artigo publicados em jornais e revistas
  - A nau de viagem, romance, saiu na Revista Popular, de 1850 e 1851;
  - Quadros marítimos, saíram no Panorama, vol. III da 3ª série, 1854;
  - Viagens na África e na América, no Panorama, vol. III da 3ª série, 1854;
  - D. Sebastião o desejado, lenda nacional, no Panorama, 1858;
  - D. Fuas Roupinho, no Panorama;
  - Gil Eanes, no Panorama;
  - Pero de Alenquer, no Panorama;
  - Os visitadores da América, no Panorama;
  - Navegadores estrangeiros, no Panorama;
  - Ignoto Deo, tradição portuguesa, no Panorama;
  - Viagem pitoresca à roda do mundo, no Panorama;
  - O Voador, no Panorama.
- Ensaios sobre a estatística na África Ocidental e Oriental, na Ásia Ocidental, na China e na Oceania, começados a escrever de ordem do governo por José Joaquim Lopes de Lima, e continuados por Francisco Maria Bordalo, Lisboa, 1859; este volume trata de Moçambique e suas dependências.

Depois da morte de Bordalo publicou-se outro volume em continuação a este, Lisboa, 1862.
Rebelo da Silva, no seu artigo da Revista contemporânea, dá nota dos seguintes escritos dramáticos, dizendo que alguns deles não passaram de estudo, e outros de que, segundo parece, se perderam os manuscritos: O alcaide de Faro, Ricardo Savage, O leproso, A mulher romântica, e Faz favor do seu fogo?
Em 1880 e 1881  a casa Chardron, do Porto, publicou os seus Romances marítimos, divididos em três partes, compreendendo na 1ª: A nau de viagem, O galeão Enxobregas; na 2ª: Episódios duma viagem, Cenas da escravatura, Viagem aos pólos, Quadros marítimos, Dois anos de viagem, Ignoto Deo; na 3ª: Eugénio, precedido duma carta do notável escritor Luís Augusto Rebelo da Silva, e Sansão na viagem.